# Algodões
Der Staudamm Algodões ist eine Talsperre bei Cocal da Estação nahe der Grenze der brasilianischen Bundesstaaten Piauí und Ceará. Sie wurde 2005 gebaut und hat eine Speicherkapazität von 52 Millionen Kubikmetern (andere Angabe: 58,5 Mio. m³). Der Staudamm ist 21,6 m hoch und 840 m lang.
Am 27. Mai 2009 brach der Damm nach wochenlangen schweren Regenfällen, die den Wasserstand im Becken ansteigen ließen. Auf der rechten Dammseite entstand eine 50 m breite Bresche. Durch Cocal da Estação, ein Ort mit 30.000 Einwohnern, ergoss sich eine Flutwelle, bei der mindestens sieben Menschen ums Leben kamen. 500 Häuser und viele Straßen wurden zerstört. Die Flutwelle soll eine Höhe von 20 m bzw. drei Stockwerken erreicht haben.
In dem Monat vor dem Unfall gab es bereits erhöhte Abflüsse und Leckagen aus dem Staudamm und etwa 10.000 Menschen hatten den Ort verlassen, waren aber zurückgekehrt, nachdem der verantwortliche Ingenieur und der Gouverneur des Bundesstaates die Sicherheit garantiert hatten.